# Danh sách cầu thủ tham dự Giải vô địch bóng đá châu Âu 1992
Đây là danh sách đội hình các đội bóng thi đấu tại Euro 1992 ở Thụy Điển.
Tuổi và số lần ra sân của cầu thủ được tính đến ngày 9 tháng 6 năm 1992 (giải đấu khởi tranh ngày 10 tháng 6).

## Bảng A

### Đan Mạch
Huấn luyện viên: Richard Møller-Nielsen
| Số | VT | Cầu thủ                  | Ngày sinh (tuổi)            | Trận | Bàn | Câu lạc bộ        |
| -- | -- | ------------------------ | --------------------------- | ---- | --- | ----------------- |
| 1  | TM | Peter Schmeichel         | 18 tháng 11, 1963 (28 tuổi) | 47   | 0   | Manchester United |
| 2  | HV | John Sivebæk             | 25 tháng 10, 1961 (30 tuổi) | 77   | 1   | Monaco            |
| 3  | HV | Kent Nielsen             | 28 tháng 12, 1961 (30 tuổi) | 50   | 3   | Aarhus            |
| 4  | HV | Lars Olsen (đội trưởng)  | 2 tháng 2, 1961 (31 tuổi)   | 57   | 3   | Trabzonspor       |
| 5  | TV | Henrik Andersen          | 7 tháng 5, 1965 (27 tuổi)   | 25   | 2   | 1. FC Köln        |
| 6  | HV | Kim Christofte           | 24 tháng 8, 1960 (31 tuổi)  | 11   | 1   | Brøndby           |
| 7  | TV | John Jensen              | 3 tháng 5, 1965 (27 tuổi)   | 43   | 1   | Brøndby           |
| 8  | TV | Johnny Mølby             | 4 tháng 2, 1969 (23 tuổi)   | 14   | 0   | Vejle             |
| 9  | TĐ | Flemming Povlsen         | 3 tháng 12, 1966 (25 tuổi)  | 45   | 17  | BoNga Dortmund    |
| 10 | TĐ | Lars Elstrup             | 24 tháng 3, 1963 (29 tuổi)  | 23   | 11  | Odense            |
| 11 | TĐ | Brian Laudrup            | 22 tháng 2, 1969 (23 tuổi)  | 25   | 5   | Bayern Munich     |
| 12 | HV | Torben Piechnik          | 21 tháng 5, 1963 (29 tuổi)  | 4    | 0   | B.1903            |
| 13 | TV | Henrik Larsen            | 17 tháng 5, 1966 (26 tuổi)  | 18   | 1   | Lyngby            |
| 14 | TĐ | Torben Frank             | 16 tháng 6, 1968 (23 tuổi)  | 3    | 0   | Lyngby            |
| 15 | TĐ | Bent Christensen Arensøe | 4 tháng 1, 1967 (25 tuổi)   | 16   | 8   | Schalke 04        |
| 16 | TM | Mogens Krogh             | 31 tháng 10, 1963 (28 tuổi) | 1    | 0   | Brøndby           |
| 17 | HV | Claus Christiansen       | 19 tháng 10, 1967 (24 tuổi) | 2    | 0   | Lyngby            |
| 18 | TV | Kim Vilfort              | 15 tháng 11, 1962 (29 tuổi) | 42   | 6   | Brøndby           |
| 19 | TV | Peter Nielsen            | 3 tháng 3, 1968 (24 tuổi)   | 2    | 0   | Lyngby            |
| 20 | TV | Morten Bruun             | 28 tháng 6, 1965 (26 tuổi)  | 11   | 0   | Silkeborg         |

### Anh
Huấn luyện viên: Graham Taylor
| Số | Vt | Cầu thủ                   | Ngày sinh (tuổi)            | Số trận | Câu lạc bộ          |
| -- | -- | ------------------------- | --------------------------- | ------- | ------------------- |
| 1  | TM | Chris Woods               | 14 tháng 11, 1959 (32 tuổi) | 31      | Sheffield Wednesday |
| 2  | HV | Keith Curle               | 14 tháng 11, 1963 (28 tuổi) | 2       | Manchester City     |
| 3  | HV | Stuart Pearce             | 24 tháng 4, 1962 (30 tuổi)  | 47      | Nottingham Forest   |
| 4  | HV | Martin Keown              | 24 tháng 7, 1966 (25 tuổi)  | 6       | Everton             |
| 5  | HV | Des Walker                | 26 tháng 11, 1965 (26 tuổi) | 44      | Nottingham Forest   |
| 6  | HV | Mark Wright               | 1 tháng 8, 1963 (28 tuổi)   | 42      | Liverpool           |
| 7  | TV | David Platt               | 10 tháng 6, 1966 (25 tuổi)  | 29      | Bari                |
| 8  | TV | Trevor Steven             | 21 tháng 9, 1963 (28 tuổi)  | 34      | Marseille           |
| 9  | TĐ | Nigel Clough              | 19 tháng 3, 1966 (26 tuổi)  | 7       | Nottingham Forest   |
| 10 | TĐ | Gary Lineker (đội trưởng) | 30 tháng 11, 1960 (31 tuổi) | 77      | Tottenham Hotspur   |
| 11 | TV | Andy Sinton               | 19 tháng 3, 1966 (26 tuổi)  | 4       | Queens Park Rangers |
| 12 | TV | Carlton Palmer            | 5 tháng 12, 1965 (26 tuổi)  | 4       | Sheffield Wednesday |
| 13 | TM | Nigel Martyn              | 11 tháng 8, 1966 (25 tuổi)  | 2       | Crystal Palace      |
| 14 | HV | Tony Dorigo               | 31 tháng 12, 1965 (26 tuổi) | 10      | Leeds United        |
| 15 | TV | Neil Webb                 | 30 tháng 7, 1963 (28 tuổi)  | 24      | Manchester United   |
| 16 | TV | Paul Merson               | 20 tháng 3, 1968 (24 tuổi)  | 5       | Arsenal             |
| 17 | TĐ | Alan Smith                | 21 tháng 11, 1962 (29 tuổi) | 11      | Arsenal             |
| 18 | TV | Tony Daley                | 18 tháng 10, 1967 (24 tuổi) | 5       | Aston Villa         |
| 19 | TV | David Batty               | 2 tháng 12, 1968 (23 tuổi)  | 8       | Leeds United        |
| 20 | TĐ | Alan Shearer              | 13 tháng 8, 1970 (21 tuổi)  | 2       | Southampton         |

### Pháp
Huấn luyện viên: Michel Platini
| Số | Vt | Cầu thủ                    | Ngày sinh (tuổi)            | Số trận | Câu lạc bộ          |
| -- | -- | -------------------------- | --------------------------- | ------- | ------------------- |
| 1  | TM | Bruno Martini              | 25 tháng 1, 1962 (30 tuổi)  | 22      | Auxerre             |
| 2  | HV | Manuel Amoros (đội trưởng) | 1 tháng 2, 1962 (30 tuổi)   | 79      | Marseille           |
| 3  | HV | Franck Silvestre           | 5 tháng 4, 1967 (25 tuổi)   | 11      | Sochaux             |
| 4  | TV | Emmanuel Petit             | 22 tháng 9, 1970 (21 tuổi)  | 4       | Monaco              |
| 5  | HV | Laurent Blanc              | 19 tháng 11, 1965 (26 tuổi) | 22      | Napoli              |
| 6  | TV | Bernard Casoni             | 4 tháng 9, 1961 (30 tuổi)   | 24      | Marseille           |
| 7  | TV | Didier Deschamps           | 15 tháng 10, 1968 (23 tuổi) | 21      | Marseille           |
| 8  | HV | Franck Sauzée              | 28 tháng 10, 1965 (26 tuổi) | 25      | Marseille           |
| 9  | TĐ | Jean-Pierre Papin          | 5 tháng 11, 1963 (28 tuổi)  | 35      | Marseille           |
| 10 | TV | Luis Fernández             | 2 tháng 10, 1959 (32 tuổi)  | 57      | Cannes              |
| 11 | TĐ | Christian Perez            | 13 tháng 5, 1963 (29 tuổi)  | 19      | Paris Saint-Germain |
| 12 | TV | Christophe Cocard          | 23 tháng 11, 1967 (24 tuổi) | 4       | Auxerre             |
| 13 | HV | Basile Boli                | 2 tháng 1, 1967 (25 tuổi)   | 35      | Marseille           |
| 14 | TV | Jean-Philippe Durand       | 11 tháng 11, 1960 (31 tuổi) | 20      | Marseille           |
| 15 | TĐ | Fabrice Divert             | 2 tháng 9, 1967 (24 tuổi)   | 3       | Montpellier         |
| 16 | TV | Pascal Vahirua             | 9 tháng 3, 1966 (26 tuổi)   | 13      | Auxerre             |
| 17 | HV | Rémi Garde                 | 3 tháng 4, 1966 (26 tuổi)   | 6       | Lyon                |
| 18 | TĐ | Eric Cantona               | 24 tháng 5, 1966 (26 tuổi)  | 24      | Leeds United        |
| 19 | TM | Gilles Rousset             | 22 tháng 8, 1963 (28 tuổi)  | 2       | Lyon                |
| 20 | HV | Jocelyn Angloma            | 7 tháng 8, 1965 (26 tuổi)   | 10      | Marseille           |

### Thụy Điển
Huấn luyện viên: Tommy Svensson
| Số | Vt | Cầu thủ                  | Ngày sinh (tuổi)            | Số trận | Câu lạc bộ            |
| -- | -- | ------------------------ | --------------------------- | ------- | --------------------- |
| 1  | TM | Thomas Ravelli           | 13 tháng 8, 1959 (32 tuổi)  |         | IFK Göteborg          |
| 2  | HV | Roland Nilsson           | 27 tháng 11, 1963 (28 tuổi) |         | Sheffield Wednesday   |
| 3  | HV | Jan Eriksson             | 24 tháng 8, 1967 (24 tuổi)  |         | IFK Norrköping        |
| 4  | HV | Patrik Andersson         | 18 tháng 8, 1971 (20 tuổi)  |         | Malmö FF              |
| 5  | HV | Joachim Björklund        | 15 tháng 3, 1971 (21 tuổi)  |         | Brann                 |
| 6  | TV | Stefan Schwarz           | 18 tháng 4, 1969 (23 tuổi)  |         | Benfica               |
| 7  | TV | Klas Ingesson            | 20 tháng 8, 1968 (23 tuổi)  |         | KV Mechelen           |
| 8  | TV | Stefan Rehn              | 22 tháng 9, 1966 (25 tuổi)  |         | IFK Göteborg          |
| 9  | TV | Jonas Thern (đội trưởng) | 20 tháng 3, 1967 (25 tuổi)  |         | Benfica               |
| 10 | TV | Anders Limpar            | 24 tháng 9, 1965 (26 tuổi)  |         | Arsenal               |
| 11 | TĐ | Tomas Brolin             | 29 tháng 11, 1969 (22 tuổi) |         | Parma                 |
| 12 | TM | Lars Eriksson            | 21 tháng 9, 1965 (26 tuổi)  |         | IFK Norrköping        |
| 13 | HV | Mikael Nilsson           | 28 tháng 9, 1968 (23 tuổi)  |         | IFK Göteborg          |
| 14 | HV | Magnus Erlingmark        | 8 tháng 7, 1967 (24 tuổi)   |         | Örebro                |
| 15 | TV | Jan Jansson              | 26 tháng 1, 1968 (24 tuổi)  |         | Östers IF             |
| 16 | TĐ | Kennet Andersson         | 6 tháng 10, 1967 (24 tuổi)  |         | Mechelen              |
| 17 | TĐ | Martin Dahlin            | 16 tháng 4, 1968 (24 tuổi)  |         | BoNga Mönchengladbach |
| 18 | HV | Roger Ljung              | 8 tháng 1, 1966 (26 tuổi)   |         | Admira Wacker         |
| 19 | TV | Joakim Nilsson           | 31 tháng 3, 1966 (26 tuổi)  |         | Sporting de Gijón     |
| 20 | TĐ | Johnny Ekström           | 5 tháng 3, 1965 (27 tuổi)   |         | IFK Göteborg          |

## Bảng B

### CIS
Huấn luyện viên: Anatoliy Byshovets
Caps include those won for the Liên Xô national team.
| Số | Vt | Cầu thủ                            | Ngày sinh (tuổi)            | Số trận | Câu lạc bộ        |
| -- | -- | ---------------------------------- | --------------------------- | ------- | ----------------- |
| 1  | TM | Dmitri Kharine                     | 16 tháng 8, 1968 (23 tuổi)  | 12      | CSKA Moscow       |
| 2  | HV | Andrey Chernyshov                  | 7 tháng 1, 1968 (24 tuổi)   | 23      | Spartak Moskva    |
| 3  | HV | Kakhaber Tskhadadze                | 7 tháng 9, 1968 (23 tuổi)   | 5       | Spartak Moskva    |
| 4  | HV | Akhrik Tsveiba                     | 10 tháng 9, 1966 (25 tuổi)  | 22      | Dynamo Kyiv       |
| 5  | HV | Oleh Kuznetsov                     | 22 tháng 3, 1963 (29 tuổi)  | 60      | Rangers           |
| 6  | TV | Igor Shalimov                      | 2 tháng 2, 1969 (23 tuổi)   | 23      | Foggia            |
| 7  | TV | Alexei Mikhailichenko (đội trưởng) | 30 tháng 3, 1963 (29 tuổi)  | 38      | Rangers           |
| 8  | TV | Andrei Kanchelskis                 | 23 tháng 1, 1969 (23 tuổi)  | 20      | Manchester United |
| 9  | TV | Sergei Aleinikov                   | 7 tháng 11, 1961 (30 tuổi)  | 75      | Lecce             |
| 10 | TV | Igor Dobrovolski                   | 27 tháng 8, 1967 (24 tuổi)  | 26      | Servette          |
| 11 | TĐ | Sergei Yuran                       | 11 tháng 6, 1969 (22 tuổi)  | 13      | Benfica           |
| 12 | TM | Stanislav Cherchesov               | 2 tháng 9, 1963 (28 tuổi)   | 10      | Spartak Moskva    |
| 13 | TĐ | Sergei Kiriakov                    | 1 tháng 1, 1970 (22 tuổi)   | 8       | Dynamo Moscow     |
| 14 | TĐ | Volodymyr Lyutyi                   | 20 tháng 4, 1962 (30 tuổi)  | 5       | MSV Duisburg      |
| 15 | TĐ | Igor Kolyvanov                     | 6 tháng 3, 1968 (24 tuổi)   | 22      | Foggia            |
| 16 | TV | Dmitri Kuznetsov                   | 28 tháng 8, 1965 (26 tuổi)  | 17      | Espanyol          |
| 17 | TV | Igor Korneev                       | 4 tháng 9, 1967 (24 tuổi)   | 5       | Espanyol          |
| 18 | HV | Viktor Onopko                      | 14 tháng 10, 1969 (22 tuổi) | 1       | Spartak Moskva    |
| 19 | TV | Igor Lediakhov                     | 22 tháng 5, 1968 (24 tuổi)  | 7       | Spartak Moskva    |
| 20 | HV | Andrei Ivanov                      | 6 tháng 4, 1967 (25 tuổi)   | 3       | Spartak Moskva    |

### Đức
Huấn luyện viên: Berti Vogts
Caps included are for the unified German national team, or its predecessor Tây Đức. Thomas Doll (29 caps), Andreas Thom (51) and Matthias Sammer (23) all previously won caps for East Đức in addition.
| Số | Vt | Cầu thủ                  | Ngày sinh (tuổi)            | Số trận | Câu lạc bộ          |
| -- | -- | ------------------------ | --------------------------- | ------- | ------------------- |
| 1  | TM | Bodo Illgner             | 7 tháng 4, 1967 (25 tuổi)   | 34      | 1. FC Köln          |
| 2  | HV | Stefan Reuter            | 16 tháng 10, 1966 (25 tuổi) | 32      | Juventus            |
| 3  | HV | Andreas Brehme           | 9 tháng 11, 1960 (31 tuổi)  | 69      | Internazionale      |
| 4  | HV | Jürgen Kohler            | 6 tháng 10, 1965 (26 tuổi)  | 42      | Juventus            |
| 5  | HV | Manfred Binz             | 22 tháng 9, 1965 (26 tuổi)  | 11      | Eintracht Frankfurt |
| 6  | HV | Guido Buchwald           | 24 tháng 1, 1961 (31 tuổi)  | 51      | VfB Stuttgart       |
| 7  | TV | Andreas Möller           | 2 tháng 9, 1967 (24 tuổi)   | 21      | Eintracht Frankfurt |
| 8  | TV | Thomas Häßler            | 30 tháng 5, 1966 (26 tuổi)  | 29      | Roma                |
| 9  | TĐ | Rudi Völler (đội trưởng) | 13 tháng 4, 1960 (32 tuổi)  | 83      | Roma                |
| 10 | TV | Thomas Doll              | 9 tháng 4, 1966 (26 tuổi)   | 9       | Lazio               |
| 11 | TĐ | Karl-Heinz Riedle        | 16 tháng 9, 1965 (26 tuổi)  | 20      | Lazio               |
| 12 | TM | Andreas Köpke            | 12 tháng 3, 1962 (30 tuổi)  | 3       | 1. FC Nürnberg      |
| 13 | TĐ | Andreas Thom             | 7 tháng 9, 1965 (26 tuổi)   | 4       | Bayer Leverkusen    |
| 14 | HV | Thomas Helmer            | 21 tháng 4, 1965 (27 tuổi)  | 7       | BoNga Dortmund      |
| 15 | HV | Michael Frontzeck        | 26 tháng 3, 1964 (28 tuổi)  | 17      | VfB Stuttgart       |
| 16 | TV | Matthias Sammer          | 5 tháng 9, 1967 (24 tuổi)   | 7       | VfB Stuttgart       |
| 17 | TV | Stefan Effenberg         | 2 tháng 8, 1968 (23 tuổi)   | 7       | Bayern Munich       |
| 18 | TĐ | Jürgen Klinsmann         | 30 tháng 7, 1964 (27 tuổi)  | 36      | Internazionale      |
| 19 | HV | Michael Schulz           | 3 tháng 9, 1961 (30 tuổi)   | 1       | BoNga Dortmund      |
| 20 | HV | Christian Wörns          | 10 tháng 5, 1972 (20 tuổi)  | 2       | Bayer Leverkusen    |

### Hà Lan
Huấn luyện viên: Rinus Michels
| Số | Vt | Cầu thủ                  | Ngày sinh (tuổi)            | Số trận | Câu lạc bộ    |
| -- | -- | ------------------------ | --------------------------- | ------- | ------------- |
| 1  | TM | Hans van Breukelen       | 4 tháng 10, 1956 (35 tuổi)  | 69      | PSV           |
| 2  | HV | Berry van Aerle          | 8 tháng 12, 1962 (29 tuổi)  | 31      | PSV           |
| 3  | HV | Adri van Tiggelen        | 16 tháng 6, 1957 (34 tuổi)  | 52      | PSV           |
| 4  | HV | Ronald Koeman            | 21 tháng 3, 1963 (29 tuổi)  | 56      | Barcelona     |
| 5  | HV | Danny Blind              | 1 tháng 8, 1961 (30 tuổi)   | 20      | Ajax          |
| 6  | TV | Jan Wouters              | 17 tháng 7, 1960 (31 tuổi)  | 48      | Bayern Munich |
| 7  | TĐ | Dennis Bergkamp          | 10 tháng 5, 1969 (23 tuổi)  | 13      | Ajax          |
| 8  | TV | Frank Rijkaard           | 30 tháng 9, 1962 (29 tuổi)  | 52      | Milan         |
| 9  | TĐ | Marco van Basten         | 31 tháng 10, 1964 (27 tuổi) | 51      | Milan         |
| 10 | TV | Ruud Gullit (đội trưởng) | 1 tháng 9, 1962 (29 tuổi)   | 57      | Milan         |
| 11 | TV | John van 't Schip        | 30 tháng 12, 1963 (28 tuổi) | 36      | Ajax          |
| 12 | TĐ | Wim Kieft                | 12 tháng 11, 1962 (29 tuổi) | 40      | PSV           |
| 13 | TM | Stanley Menzo            | 15 tháng 10, 1963 (28 tuổi) | 3       | Ajax          |
| 14 | TV | Rob Witschge             | 22 tháng 8, 1966 (25 tuổi)  | 7       | Feyenoord     |
| 15 | TV | Aron Winter              | 1 tháng 3, 1967 (25 tuổi)   | 23      | Ajax          |
| 16 | TV | Peter Bosz               | 21 tháng 11, 1963 (28 tuổi) | 5       | Feyenoord     |
| 17 | HV | Frank de Boer            | 15 tháng 5, 1970 (22 tuổi)  | 7       | Ajax          |
| 18 | TV | Wim Jonk                 | 12 tháng 10, 1966 (25 tuổi) | 3       | Ajax          |
| 19 | TĐ | Eric Viscaal             | 20 tháng 3, 1968 (24 tuổi)  | 2       | Gent          |
| 20 | TV | Bryan Roy                | 12 tháng 2, 1970 (22 tuổi)  | 8       | Ajax          |

### Scotland
Huấn luyện viên: Andy Roxburgh
| Số | Vt | Cầu thủ                    | Ngày sinh (tuổi)            | Số trận | Câu lạc bộ        |
| -- | -- | -------------------------- | --------------------------- | ------- | ----------------- |
| 1  | TM | Andy Goram                 | 13 tháng 4, 1964 (28 tuổi)  | 20      | Rangers           |
| 2  | HV | Richard Gough (đội trưởng) | 5 tháng 4, 1962 (30 tuổi)   | 56      | Rangers           |
| 3  | TV | Paul McStay                | 22 tháng 10, 1964 (27 tuổi) | 57      | Celtic            |
| 4  | HV | Maurice Malpas             | 3 tháng 8, 1962 (29 tuổi)   | 50      | Dundee United     |
| 5  | TĐ | Ally McCoist               | 24 tháng 9, 1962 (29 tuổi)  | 38      | Rangers           |
| 6  | TV | Brian McClair              | 8 tháng 12, 1963 (28 tuổi)  | 23      | Manchester United |
| 7  | TĐ | Gordon Durie               | 6 tháng 12, 1965 (26 tuổi)  | 19      | Tottenham Hotspur |
| 8  | HV | David McPherson            | 28 tháng 1, 1964 (28 tuổi)  | 20      | Hearts            |
| 9  | HV | Stewart McKimmie           | 27 tháng 10, 1962 (29 tuổi) | 17      | Aberdeen          |
| 10 | TV | Stuart McCall              | 10 tháng 6, 1964 (27 tuổi)  | 17      | Rangers           |
| 11 | TV | Gary McAllister            | 25 tháng 12, 1964 (27 tuổi) | 15      | Leeds United      |
| 12 | TM | Henry Smith                | 10 tháng 3, 1956 (36 tuổi)  | 3       | Hearts            |
| 13 | TV | Pat Nevin                  | 6 tháng 9, 1963 (28 tuổi)   | 12      | Everton           |
| 14 | TĐ | Kevin Gallacher            | 23 tháng 11, 1966 (25 tuổi) | 9       | Coventry City     |
| 15 | HV | Tom Boyd                   | 24 tháng 11, 1965 (26 tuổi) | 9       | Celtic            |
| 16 | TV | Jim McInally               | 19 tháng 2, 1964 (28 tuổi)  | 7       | Dundee United     |
| 17 | HV | Derek Whyte                | 31 tháng 8, 1968 (23 tuổi)  | 4       | Celtic            |
| 18 | TV | Dave Bowman                | 10 tháng 3, 1964 (28 tuổi)  | 2       | Dundee United     |
| 19 | HV | Alan McLaren               | 4 tháng 1, 1971 (21 tuổi)   | 3       | Hearts            |
| 20 | TĐ | Duncan Ferguson            | 27 tháng 12, 1971 (20 tuổi) | 2       | Dundee United     |